# Lưu Huy (nhà toán học)
Lưu Huy (fl.  CE thế kỷ thứ 3) là một nhà toán học Trung Quốc và nhà văn sống ở nước Tào Ngụy trong Tam Quốc giai đoạn (220-280) của Trung Quốc. Năm 263, ông đã biên tập và xuất bản một cuốn sách với các giải pháp cho các vấn đề toán học được trình bày trong cuốn sách toán học nổi tiếng của Trung Quốc có tên là Cửu chương về nghệ thuật toán học , trong đó ông có thể là nhà toán học đầu tiên khám phá, hiểu và sử dụng các số âm. Ông là hậu duệ của Hầu tước quận Tử (菑 鄉侯) của triều đại Đông Hán, vị hầu tước ở quận Tử Xuyên, Truy Ba, Sơn Đông ngày nay. Ông đã hoàn thành bài bình luận của mình cho Cửu chương vào năm 263. Có lẽ ông đã đến thăm Lạc Dương, nơi ông đo bóng của mặt trời.

## Công việc toán học
Cùng với Tổ Xung Chi (429–500), Lưu Huy được biết đến như một trong những nhà toán học vĩ đại nhất của Trung Quốc cổ đại.  Lưu Huy thể hiện tất cả các kết quả toán học của mình dưới dạng phân số thập phân (sử dụng đơn vị đo lường), nhưng Yang Hui sau này (khoảng 1238-1298 sau Công nguyên) đã biểu thị kết quả toán học của mình bằng các biểu thức thập phân đầy đủ.
Lưu Huy đã đưa ra lời bình luận về một chứng minh toán học của một định lý giống hệt với định lý Pitago.  Lưu Huy gọi hình vẽ sơ đồ cho định lý là "sơ đồ cho quan hệ giữa cạnh huyền và tổng và hiệu của hai vế còn lại, nhờ đó người ta có thể tìm ra ẩn số từ cái đã biết".
Trong lĩnh vực diện tích mặt phẳng và hình rắn, Lưu Huy là một trong những người đóng góp lớn nhất cho hình học rắn thực nghiệm. Ví dụ, ông nhận thấy rằng một cái nêm có đáy là hình chữ nhật và cả hai mặt đều dốc có thể được chia nhỏ thành một hình chóp và một hình nêm tứ diện.  Ông cũng phát hiện ra rằng một cái nêm có đáy là hình thang và cả hai mặt đều dốc có thể được tạo ra để tạo ra hai hình nêm tứ diện ngăn cách nhau bởi một hình chóp. Trong các bài bình luận của mình về Cửu Chương , ông đã trình bày:
- Một thuật toán để tính số pi (π) trong các chú thích của chương 1.  Ông đã tính số pi để với một đa giác 192 (= 64 × 3) cạnh. Archimedes đã sử dụng đa giác 96 cạnh khoanh tròn để thu được sự bất bình đẳng, và sau đó sử dụng đa giác 96 cạnh nội tiếp để thu được bất đẳng thức. Lưu Huy chỉ sử dụng một đa giác 96 cạnh nội tiếp để thu được bất đẳng thức π và kết quả chính xác hơn một chút so với Archimedes.  Nhưng ông nhận xét rằng 3,142074 là quá lớn, và chọn ba chữ số đầu tiên của π = 3,141024 ~ 3,14 và đặt nó ở dạng phân số. Sau đó, ông đã phát minh ra một phương pháp nhanh chóng và thu được, đã kiểm tra với 3072-gon (= 512 × 6). Cửu Chương đã sử dụng giá trị 3 cho π, nhưng Zhang Heng (78-139 SCN) trước đó đã ước tính số pi bằng căn bậc hai của 10.
- Loại bỏ Gaussian.
- Nguyên lý của Cavalieri để tìm thể tích của một hình trụ và giao tuyến của hai hình trụ vuông góc  mặc dù công trình này chỉ được hoàn thành bởi Tổ Xung Chi và Zu Gengzhi. Các bài bình luận của Lưu Huy thường bao gồm giải thích tại sao một số phương pháp hiệu quả và tại sao một số phương pháp khác lại không. Mặc dù bài bình luận của ông là một đóng góp lớn, một số câu trả lời có một số sai sót nhỏ và sau đó đã được nhà toán học nhà Đường và tín đồ Đạo giáo Li Chunfeng sửa chữa.
- Thông qua công việc của mình trong Cửu Chương, ông có thể là nhà toán học đầu tiên khám phá và tính toán với các số âm; chắc chắn trước khi nhà toán học Ấn Độ cổ đại Brahmagupta bắt đầu sử dụng số âm.Khảo sát biển đảo

Lưu Huy cũng đã trình bày, trong một phụ lục riêng của năm 263 sau Công nguyên có tên là Hải đảo toán kinh (海島算經), một số vấn đề liên quan đến khảo sát. Cuốn sách này chứa đựng nhiều vấn đề thực tế về hình học, bao gồm cả việc đo chiều cao của các tháp chùa ở Trung Quốc.  Tác phẩm nhỏ hơn này phác thảo hướng dẫn về cách đo khoảng cách và chiều cao bằng "cột của máy đo độ cao và thanh ngang được cố định ở góc vuông với chúng".  Với điều này, các trường hợp sau đây được xem xét trong công việc của ông:
- Phép đo chiều cao của một hòn đảo so với mực nước biển của nó và nhìn từ biển
- Chiều cao của cây trên đồi
- Kích thước của một bức tường thành phố nhìn từ xa
- Độ sâu của một khe núi (do đó sử dụng các thanh chéo về phía trước)
- Chiều cao của một tòa tháp trên đồng bằng nhìn từ một ngọn đồi
- Bề rộng cửa sông nhìn từ xa trên đất liền
- Chiều rộng của một thung lũng nhìn từ vách đá
- Độ sâu của một hồ bơi trong suốt
- Chiều rộng của sông khi nhìn từ một ngọn đồi
- Kích thước của một thành phố nhìn từ một ngọn núi.

Thông tin của Lưu Huy về việc khảo sát cũng được những người cùng thời với ông biết đến. Nhà bản đồ học và bộ trưởng nhà nước Pei Xiu (224–271) đã phác thảo những tiến bộ của bản đồ học, khảo sát và toán học cho đến thời của ông. Điều này bao gồm việc lần đầu tiên sử dụng lưới hình chữ nhật và thang chia độ để đo chính xác khoảng cách trên bản đồ địa hình đại diện.  Lưu Huy đưa ra bình luận về các vấn đề của Cửu Chương liên quan đến việc xây dựng kênh và đê sông, đưa ra kết quả về tổng lượng vật liệu được sử dụng, lượng lao động cần thiết, lượng thời gian cần thiết để xây dựng, v.v.
Mặc dù đã được dịch sang tiếng Anh từ trước đó rất lâu, tác phẩm của Lưu đã được dịch sang tiếng Pháp bởi Guo Shuchun, một giáo sư từ Học viện Khoa học Trung Quốc, người bắt đầu dịch từ năm 1985 và mất hai mươi năm để hoàn thành bản dịch của mình.